# Myosorex blarina
Myosorex blarina је сисар из реда Eulipotyphla и породице ровчица (лат. Soricidae). 

## Распрострањење
Врста је присутна у ДР Конгу и Уганди.

## Станиште
Врста Myosorex blarina има станиште на копну.

## Угроженост
Ова врста се сматра угроженом.

### Популациони тренд
Популација ове врсте се смањује, судећи по расположивим подацима.